# Gran Sinagoga de Gibraltar
La Gran Sinagoga de Gibraltar, també coneguda com a Kahal Kadosh Shaar Hashamayim, en (hebreu: קהל קדוש שער השמיים), està situada en el Territori Britànic d'Ultramar de Gibraltar, i és una de les sinagogues més antigues de la península Ibèrica encara en servei, va ser fundada l'any 1724 amb el permís del Governador, el Sr. Richard Kane. A la congregació es fa servir el ritual ortodox sefardita, el Sr. Isaac Nieto de Londres fou el primer rabí.